# بارکوویتسه
بارکوویتسه (به لهستانی:  Barkowice) یک روستا در لهستان است که در گمینا سولیوو واقع شده‌است. بارکوویتسه ۳۹۵ نفر جمعیت دارد.